# Paul Flory
Paul John Flory (1910-1985) là nhà hóa học người Mỹ. Ông giành Giải Nobel Hóa học năm 1974 nhờ tìm ra lý thuyết và thực nghiệm về phương diện hóa lý của các đại phân tử. Ngoài ra, ông còn nghiên cứu tính chất của polyme, một trong những vật liệu mới quan trọng nhất đối với thế giới.